# 国鉄レ90形貨車
国鉄レ90形貨車（こくてつレ90がたかしゃ）は、1962年（昭和37年）に2両（レ90, レ91）が試作された日本国有鉄道（国鉄）の貨車（冷蔵車）である。

## 概要
日本での冷蔵車の登場以来、ドライアイス冷却の試みなどもあったものの、基本的には氷による冷却方式が用いられてきた。しかし冷凍輸送の需要の増大を予想し、機械式冷凍機を取り付けた冷蔵車を検討することになった。そのための試作車として製作されたのが本形式である。
全長9,300mm、全幅2,777mm、全高3,675mm、荷重12tで、断熱材はガラス綿となっている。2両とも新三菱重工業三原工場で製造された。レ90はディーゼルエンジンで発電機を駆動しその電力で冷凍機を動かす電気式、レ91はディーゼルエンジンで直接冷凍機を動かす直結式とされて比較された。床下には燃料タンクや蓄電池を搭載している。電気式は保守が容易であるが重くコストが高く、直結式はその逆の特徴を持っていた。低温輸送のために特に断熱性に配慮されており、熱貫入率という値で測定した断熱度は国鉄歴代の冷蔵車でもっとも優れていた。
試験では概ね所期の性能が得られた。ただし、在日米軍用にアメリカ製冷凍機を取り付けたレ9000形、レサ700形と比べると、国産の冷凍機に故障が多く目立ったとされる。
1963年（昭和38年）から長期試験を兼ねて、東札幌駅常備とされて東札幌 - 汐留間と八雲 - 汐留間で雪印乳業のバター輸送に就いた。バターは低温輸送が適するため荷主からも重宝がられ、1968年（昭和43年）まで続けられた。
走行装置は、製造当初から二段リンク式であり、最高速度75km/hに対応していたはずであったが、1968年（昭和43年）10月1日ダイヤ改正に先立つ走行試験により不適格と判定されてしまい、65km/h指定車となってしまった。また冷凍輸送に関して国鉄が熱意を失ってしまったこともあり休車状態となり、1972年（昭和47年）1月に廃車された。
なお、レ1形はレ95まで存在していたため、レ90とレ91の番号は重複しており2代目となる。